# Canottaggio ai Giochi della XVIII Olimpiade - Due con maschile
La competizione del due con maschile dei Giochi della XVIII Olimpiade si è svolta dall'11 al 15 ottobre 1964 nel bacino del Lago Sagami a Sagamihara.

## Programma
| Data            | Round      | Note                                                 |
| --------------- | ---------- | ---------------------------------------------------- |
| 11 ottobre 1964 | 3 Batterie | I vincitori in finale A. I restanti ai recuperi.     |
| 13 ottobre 1964 | 3 Recuperi | I vincitori in finale A, secondi e terzi in finale B |
| 14 ottobre 1964 | Finale B   |                                                      |
| 15 ottobre 1964 | Finale A   |                                                      |

## Risultati

### Batterie
| Pos. | Nazione        | Atleti                                                 | Tempo   |
| ---- | -------------- | ------------------------------------------------------ | ------- |
| 1    | Stati Uniti    | Edward Ferry, Conn Findlay Tim. Kent Mitchell          | 7'53"17 |
| 2    | Paesi Bassi    | Herman Rouwé, Erik Hartsuiker Tim. Jan-Just Bos        | 7'56"80 |
| 3    | Cecoslovacchia | Václav Chalupa, Jiří Palko Tim. Zdeněk Mejstřík        | 8'00"07 |
| 4    | Austria        | Alfred Sageder, Josef Kloimstein Tim. Peter Salzbacher | 8'01"22 |
| 5    | Germania       | Günter Bergau, Peter Gorny Tim. Karl-Heinz Danielowski | 8'02"99 |
| 6    | Svizzera       | Hugo Waser, Adolf Waser Tim. Werner Ehrensperger       | 8'09"16 |

| Pos. | Nazione          | Atleti                                                 | Tempo   |
| ---- | ---------------- | ------------------------------------------------------ | ------- |
| 1    | Francia          | Jacques Morel, Georges Morel Tim. Jean-Claude Darouy   | 7'53"14 |
| 2    | Unione Sovietica | Nikolay Safronov, Leonid Rakovshchik Tim. Igor Rudakov | 7'53"15 |
| 3    | Australia        | Bruce Richardson, Neil Lodding Tim. Wayne Gammon       | 8'09"15 |
| 4    | Jugoslavia       | Ante Guberina, Slavko Janjušević Tim. Zdenko Balaš     | 8'20"33 |
| 5    | Rep. Araba Unita | Mohamed El-Halawani, Mahmoud Nasser Tim. Abdullah Ali  | 8'22"99 |

| Pos. | Nazione   | Atleti                                                       | Tempo   |
| ---- | --------- | ------------------------------------------------------------ | ------- |
| 1    | Polonia   | Kazimierz Naskręcki, Marian Siejkowski Tim. Stanisław Kozera | 7'55"79 |
| 2    | Romania   | Gheorghe Riffelt, Ionel Petrov Tim. Oprea Păunescu           | 8'02"34 |
| 3    | Danimarca | Jens Berendt Jensen, Knud Nielsen Tim. Niels Olsen           | 8'08"98 |
| 4    | Argentina | Natalio Rossi, Juan Pedro Lier Tim. Oscar Rompani            | 8'19"63 |
| 5    | Giappone  | Toshihiro Hamada, Katsuhiko Ihara Tim. Masahiro Takatsuki    | 8'32"51 |

### Recuperi
| Pos. | Nazione          | Atleti                                                 | Tempo   |
| ---- | ---------------- | ------------------------------------------------------ | ------- |
| 1    | Unione Sovietica | Nikolay Safronov, Leonid Rakovshchik Tim. Igor Rudakov | 7'19"64 |
| 2    | Germania         | Günter Bergau, Peter Gorny Tim. Karl-Heinz Danielowski | 7'22"96 |
| 3    | Austria          | Alfred Sageder, Josef Kloimstein Tim. Peter Salzbacher | 7'30"72 |
| 4    | Danimarca        | Jens Berendt Jensen, Knud Nielsen Tim. Niels Olsen     | 7'39"39 |

| Pos. | Nazione          | Atleti                                                | Tempo   |
| ---- | ---------------- | ----------------------------------------------------- | ------- |
| 1    | Cecoslovacchia   | Václav Chalupa, Jiří Palko Tim. Zdeněk Mejstřík       | 7'28"61 |
| 2    | Svizzera         | Hugo Waser, Adolf Waser Tim. Werner Ehrensperger      | 7'30"60 |
| 3    | Romania          | Gheorghe Riffelt, Ionel Petrov Tim. Oprea Păunescu    | 7'38"36 |
| 4    | Jugoslavia       | Ante Guberina, Slavko Janjušević Tim. Zdenko Balaš    | 7'40"89 |
| 5    | Rep. Araba Unita | Mohamed El-Halawani, Mahmoud Nasser Tim. Abdullah Ali | 7'43"54 |

| Pos. | Nazione     | Atleti                                                    | Tempo   |
| ---- | ----------- | --------------------------------------------------------- | ------- |
| 1    | Paesi Bassi | Herman Rouwé, Erik Hartsuiker Tim. Jan-Just Bos           | 7'28"58 |
| 2    | Australia   | Bruce Richardson, Neil Lodding Tim. Wayne Gammon          | 7'37"53 |
| 3    | Argentina   | Natalio Rossi, Juan Pedro Lier Tim. Oscar Rompani         | 7'44"62 |
| 4    | Giappone    | Toshihiro Hamada, Katsuhiko Ihara Tim. Masahiro Takatsuki | 8'05"30 |

### Finale B
| Pos. | Nazione   | Atleti                                                 | Tempo   |
| ---- | --------- | ------------------------------------------------------ | ------- |
| 7    | Germania  | Günter Bergau, Peter Gorny Tim. Karl-Heinz Danielowski | 7'27"98 |
| 8    | Austria   | Alfred Sageder, Josef Kloimstein Tim. Peter Salzbacher | 7'31"65 |
| 9    | Australia | Bruce Richardson, Neil Lodding Tim. Wayne Gammon       | 7'32"54 |
| 10   | Romania   | Gheorghe Riffelt, Ionel Petrov Tim. Oprea Păunescu     | 7'35"74 |
| 11   | Svizzera  | Hugo Waser, Adolf Waser Tim. Werner Ehrensperger       | 7'36"03 |
| -    | Argentina | Natalio Rossi, Juan Pedro Lier Tim. Oscar Rompani      | NP      |

### Finale A
| Pos.    | Nazione          | Atleti                                                       | Tempo   |
| ------- | ---------------- | ------------------------------------------------------------ | ------- |
| Oro     | Stati Uniti      | Edward Ferry, Conn Findlay Tim. Kent Mitchell                | 8'21"23 |
| Argento | Francia          | Jacques Morel, Georges Morel Tim. Jean-Claude Darouy         | 8'23"15 |
| Bronzo  | Paesi Bassi      | Herman Rouwé, Erik Hartsuiker Tim. Jan-Just Bos              | 8'23"42 |
| 4       | Unione Sovietica | Nikolay Safronov, Leonid Rakovshchik Tim. Igor Rudakov       | 8'24"85 |
| 5       | Cecoslovacchia   | Václav Chalupa, Jiří Palko Tim. Zdeněk Mejstřík              | 8'36"21 |
| 6       | Polonia          | Kazimierz Naskręcki, Marian Siejkowski Tim. Stanisław Kozera | 8'40"00 |